# Melinda Snodgrass
Melinda Marilyn Snodgrass, anche nota come Melinda M. Snodgrass o con lo pseudonimo Phillipa Bornikova (Los Angeles, 27 novembre 1951), è una scrittrice e sceneggiatrice statunitense.

## Biografia
Melinda Snodgrass è nata a Los Angeles, California, ma all'età di cinque mesi la famiglia si trasferì in Nuovo Messico. Sotto la guida del padre ha avuto la possibilità di imparare a cavalcare, sparare, nuotare e la pesca alla mosca. fin dalla giovane età lei iniziò a partecipare agli incontri di lavoro del padre e partecipare ai viaggi dello stesso.
Melinda ha ereditato dal padre la portanza per la musica e quindi ha studiato danza, canto e pianoforte. Lei ha recitato con la Civic Light Opera ed ha interpretato il ruolo di Gretel nella New Mexico Symphony Orchestra in una performance di Hänsel e Gretel. Il suo amore per la musica la portò a Vienna, in Austria, dove ha studiato canto. Si accorse che nonostante avesse una buona voce questa non era eccezionale allora torna negli Stati Uniti, dove si laurea in Storia con la Magna cum Laude e in musica. Successivamente entra nella New Mexico School per studiare legge e si focalizza in legge costituzionale, giurisprudenza e storia del diritto.
Dopo la laurea Melinda inizia a esercitare l'attività legale per i Sandia National Laboratories e con uno studio legale, ma ben presto si accorse che nonostante gli piacesse la legge non gli piacevano gli avvocati. Dietro consiglio di Victor Milan ha iniziato a scrivere e da qui non è tornata più indietro.
Nel 2002 ha assunto la gestione di una piccola impresa di gas naturale nel nord del Nuovo Messico. Suo padre era stato uno dei membri fondatori e aveva gestito l'azienda fino alla sua morte nel 1977. Il prendere le redini di questa società ha dato a Melinda un senso di completezza e gli affari iniziarono a crescere.
Melinda possiede uno splendido stallone Lusitano e nel suo tempo libero mostra le sue abili capacità a cavallo partecipando ai Grand Prix nella categoria Dressage.

## Carriera
Melinda ha pubblicato un gran numero di libri tra cui The Circuit Trilogy (uno dei volumi scritto insieme a Victor Milan) e nel 1984 insieme a George R. R. Martin ed altri autori pubblicarono la serie di ventidue volumi Wild Cards nominata per un premio Hugo.
Dietro l'insistenza di George R. R. Martin inizia a scrivere sceneggiature per Hollywood. Per l'episodio La misura di un uomo scritto per la serie Star Trek: The Next Generation ha avuto una nomination dal Writer's Guild Award, è stato proiettato al Museo di scienze informatiche e intelligenza artificiale a Parigi in Francia ed è stato indicato come uno dei dieci più belli episodi di tutte le serie di Star Trek.
Attualmente, oltre allo scrivere che è la sua vita, sta stendendo una sceneggiatura per un film su Wild Cards per la Universal Studios

## Opere

### Antologie
- A Very Large Array: New Mexico Science Fiction and Fantasy (1987)

### Fantascienza, brevi racconti di
- Relative Difficulties (1987)
- Requiem (1987)
- Futures Yet Unseen (1988)
- Silent Voices og the Clay (1990)
- Blood Ties (1990)
- Lovers (1991)
- A FAce for the Cutting Room Floor (2002)
- Dark of the Moon (2008)
- Star Power (2008)
- Blood on the Sun (2008)
- A Token of a Better Age (2009)
- The Wayfarer's Advice (solo come da Melinda Snodgrass) (2010)
- No Mystery, No Miracle (2011)

### Fantascienza, serie
- Star Trek Universe (1 titolo) (solo come da Melinda Snodgrass) (1984)
- Circuit (3 titoli) (1986-1988)
- Wild Cards Universe (37 titoli) (1987-2011)
- Richard Oort (2 titoli) (solo come da Melinda Snodgrass) (2008-2010)
- Linney Ellery (1 titolo con lo pseudonimo Phillipa Bornikova e alcuni in collaborazione con altri autori) (solo come da Phillipa Bornikova) (2012)

### Romanzi
- Runespear (scritto con Victor Milan) (solo come da Melinda Snodgrass) (1987)
- Queen's Gambit Decline (1989)

### Saggi
- Introdution (A Very Large Array: New Mexico Science Fiction and Fantasy) (1987)
- Afterword (Futures Yet Unseen) (1988)
- Boldly Going Nowhere? (solo come da Melinda Snodgrass) (1991)
- Afterword (Harlan Ellison's The City on the Edge of Forever: The Original Teleplay That Becane The Classic Star Trek Episode) (1995)
- George R. R. Martin (introduction) (2001)
- Considering Cows (solo come da Melinda Snodgrass) (2009)

## Filmografia

### Film TV
- Star Command (1996)

#### Serie TV
- Profiler - Intuizioni mortali (13 episodi) (1998-1999)

### Sceneggiatrice

#### Film TV
- Trapped in Space (1995)
- Star Command (1996)

#### Serie TV
- Star Trek: The Next Generation (5 episodi) (1989-1990)
- Avvocati a Los Angeles (1 episodio) (1991)
- Oltre la realtà (1 episodio) (1991)
- Ragionevoli dubbi (5 episodi) (1992-1993)
- SeaQuest DSV (1 episodio) (1993)
- Maledetta fortuna (1 episodio) (1995)
- Oltre i limiti (5 episodi) (1995-2000)
- I viaggiatori (1 episodio) (1996)
- Profiler - Intuizioni mortali (4 episodi) (1998-1999)
- Odyssey 5 (1 episodio) (2003)